# Heikki Ikola
Heikki Ikola (n. 9 septembrie 1947, Jurva, Vaasa Province⁠(d), Finlanda) este un biatlonist ce a reprezentat Finlanda, medaliat olimpic. A participat la 3 ediții ale Jocurilor Olimpice (1972, 1976, 1980) în care a câștigat 3 medalii de argint.